# 龙滨酒
龙滨酒是哈尔滨所产的大曲白酒，原为酱香型，近年来又推出兼香型和芝麻香型。

## 简介
龙滨酒源于当地1906成立的“增盛永烧锅”，几经转手改名后在1952年成为国企；为提升酒质，酒厂在1957年派人赴茅台学艺，期间适逢大跃进至文化大革命期间为扩大茅台生产而推行茅台异地生产试验，便以茅台生产工艺于1958年研发出酱香型白酒龙滨酒投产。酒厂于1973年再次派员赴茅台学艺，并聘茅台酒厂技师来厂指导，结果用了近三年时间酿出“特酿龙滨酒”，并因近似茅台而成为被消费者称为“北方茅台”。因两地自然环境相差甚大，黑龙江当地酒厂没有照搬全部茅台酿造工艺，而是根据当地条件调整，例如所用高粱为当地品种。